# Hideto Nakane
Hideto Nakane (jap. 中根英登, ur. 2 maja 1990 w Nagoi) – japoński kolarz szosowy.
Zakończył karierę sportową po sezonie 2022.

## Osiągnięcia
Opracowano na podstawie:

2015
- 1. miejsce w klasyfikacji górskiej Tour de Kumano

2020
- 1. miejsce na 6. etapie Tour de Langkawi

2021
- 3. miejsce w mistrzostwach Japonii (jazda indywidualna na czas)
- 3. miejsce w mistrzostwach Japonii (start wspólny)

## Rankingi
| Rok             | 2013 | 2014 | 2015 | 2016  | 2017 | 2018  | 2019 | 2020 | 2021 | 2022  |
| --------------- | ---- | ---- | ---- | ----- | ---- | ----- | ---- | ---- | ---- | ----- |
| World Ranking   |      |      |      | 1440. | 942. | 423.  | 895. | 262. | 638. | 2288. |
| UCI Europe Tour | -    | -    | -    | -     | 978. | 1986. |      |      |      |       |
| UCI Asia Tour   | 230. | 123. | 210. | 233.  | 193. | 21.   | 43.  | 3.   | 9.   | 250.  |
|                 |      |      |      |       |      |       |      |      |      |       |
| Źródło: UCI     |      |      |      |       |      |       |      |      |      |       |